# تصفيات ما بين مناطقية

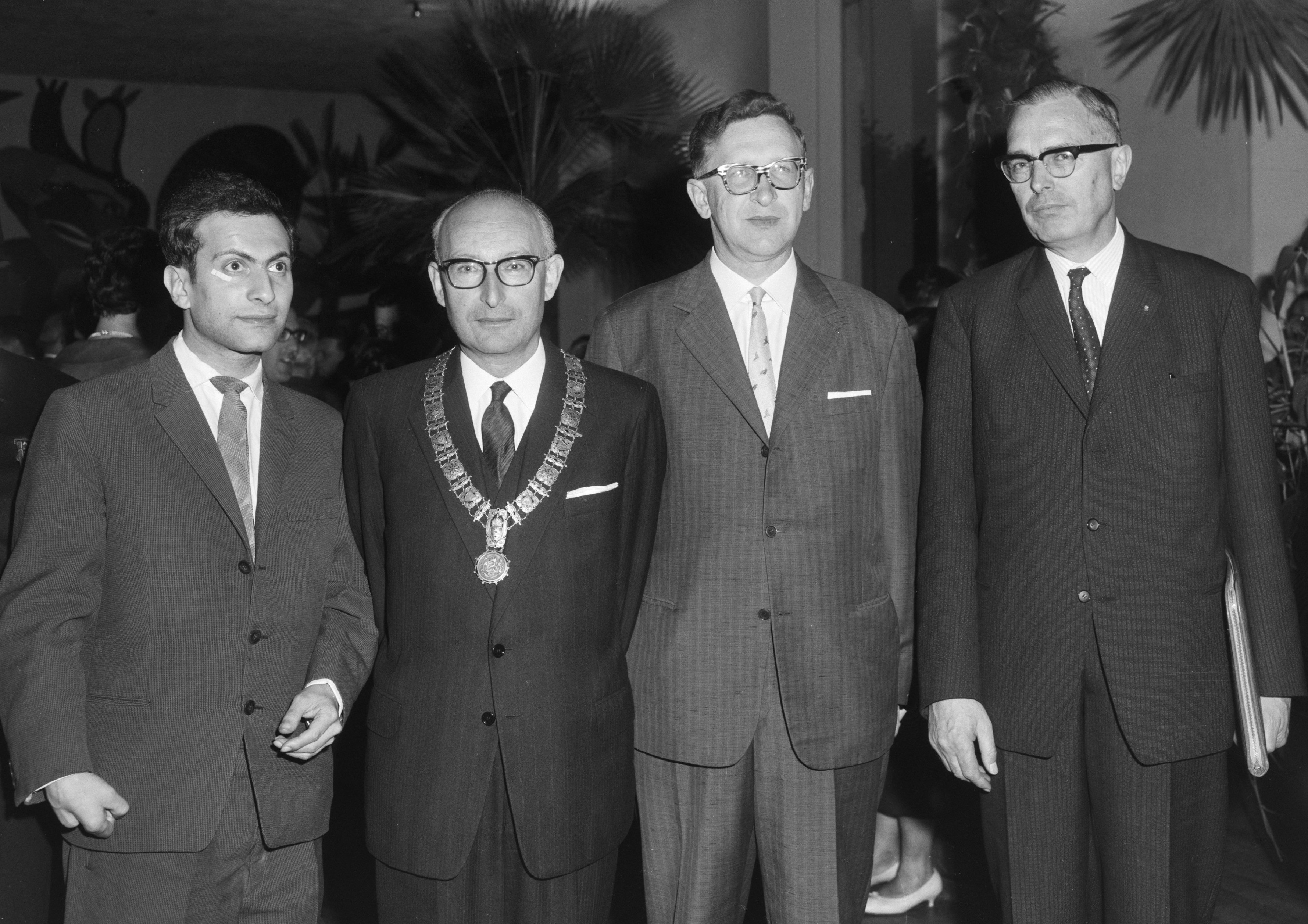
تال، سميسلوف، أوي بين المناطق 1964

التصفيات ما بين المناطقية (بالإنكليزية:Interzonal) مسابقة شطرنج كان الاتحاد الدولي للشطرنج يقيمها كل ثلاث سنوات يتنافس فيها المتاهلين من مناطق العالم المختلفة للتأهل إلى مسابقة الترشيح.

## التصفيات المناطقية
يتم تقسيم العالم إلى مناطق مثل منطقة الولايات المتحدة وكندا ومنطقة الاتحاد السوفيتي اما الدول الصغيرة التي فيها عدد قليل من اللاعبين يتم جمعها مع عدة دول أخرى بحيث تشكل منطقة لها عدد كافي من اللاعبين. يتنافس اللاعبين كلا في منطقته ويصعد المتأهلين من هذه التصفيات إلى التصفيات ما بين المناطقية.

## التصفيات المابين المناطقية
يتاهل اللاعبين الذي حققوا اعلى النتائج في تصفيات مناطقهم إلى هذه التصفيات، يكون العدد 20-24 لاعب. يتأهل في مابعد أعلى اللاعبين (أعلى ستة عام 1958) إلى مسابقة الترشيح.
مع بداية عام 1973 ومع أزدياد شعبية الشطرنج وازديد اللاعبين الأقوياء وأزدياد المناطق بس ظهور المزيد من اللاعبين في مختلف الدول صارت إقامة تصفيات واحدة تجمعهم امر صعب جداً خاصتاً وان نظاك التصفيات تعتمد على طريقة دورة روبن حيث كل لاعب يواجه كل لاعب في البطولة. لذا وابتداءً من 1973 تم أنشاء بطولتين للتصفيات ما بين المناطقية يتأهل من كل بطولة ثلاث لاعبين لمسابقة الترشيح. في عام 1982 توسع الأمر لانشاء ثلاث بطولات بحيث يتاهل لاعبين من كل بطولة إلى مسابقة الترشيح. ومع الأزدياد المتواصل لعدد اللاعبين بدات البطولة تستعمل النظام السويسري في مسابقة 1990 و1993.
أقام الاتحاد الدولي للشطرنج التصفيات المابين المناطقية الأخيرة في 1993 وتم إلغاء البطولة بعدها ليستعاض عنها بسلسلة من الموجهات بطريقة خروج المغلوب بين اللاعبين.